# Lagkapp
Lagkapp är simsportens motsvarighet till stafett. Det vanligaste är att man simmar en lagkapp i medley eller frisim. Vanligast är att varje lag består av 4 personer. Den första personen som ska simma startar till en startsignal, de 3 andra i laget startar när den som simmat före sätter handen i kaklet. Den som simmar först i laget, kan slå personligt rekord på sträckan och få den nya tiden som anmälningstid, men de 3 andra som inte startat till signalen kan ej slå nytt rekord, endast lagkappsrekord.

## Tävlingssimningens lagkapper
Inom simningen finns flera olika lagkapper. De lagkapper som simmas är:
- 4x50 meter frisim
- 4x100 meter frisim
- 4x200 meter frisim
- 4x50 meter medley
- 4x100 meter medley

I medleylagkapp simmas simsätten i ordningen ryggsim, bröstsim, fjärilsim och frisim då varje person i laget simmar var sitt simsätt.
I lång bana (50m) simmas inte 4x50 meters-sträckorna utan endast de längre sträckorna.